# هیلیارد (اوهایو)
هیلیارد(به انگلیسی: Hilliard) شهری در ایالت اوهایو کشور ایالات متحده آمریکا است که جمعیت آن در سرشماری سال ۲۰۱۰ میلادی، ۲۸٬۴۳۵ نفر بوده‌است.